# Stanislaus Rücker

Stanislaus Rücker

Stanislaus Rücker, auch Rückert genannt, (* 17. Dezember 1649 in Giehren, heute zu Mirsk; † 14. April 1734 in Berlin) war preußischer Akzisedirektor und Stadtrat in Berlin.

## Leben
Rücker wurde als Sohn eines Bergschreibers geboren und erlebte in seiner Jugend die Wirren der Reformation und Gegenreformation mit. Das prägte sein ganzes späteres Leben, denn er selbst hatte Mühe, eine Schule zu besuchen. Schließlich kam er als junger Mann bettelarm nach Berlin und erhielt eine Stelle als Lakai am Hof des Großen Kurfürsten. Durch seinen Fleiß, seine Zuverlässigkeit und seine Bescheidenheit konnte er hier aufsteigen, er wurde zum Aufseher über die Porzellankammer berufen. Bald wurde Stanislaus Rücker Accise-Director und Stadtrat in Berlin und kam zu bescheidenem Wohlstand. Seine eigenen Erfahrungen veranlassten ihn, als Mäzen zur Förderung des Schulwesens in Berlin und in seiner schlesischen Heimat aufzutreten. Dort unterstützte er durch Zuwendungen die während der Gegenreformation unterdrückten Schulen der lutherischen Gemeinden.
In Berlin gründete er mehrere Frei- und Armenschulen, später auch eine nach ihm benannte Stiftung. In der Lindenstraße Ecke Neue Kommandantenstraße der Friedrichstadt erinnerte seit seinem Todesjahr 1734 eine Gedenktafel an den Stifter der ersten dieser Schulen.
1733 stiftete er ebenso in der Königstadt, Landsberger Straße 45 (am ehemaligen Georgenkirchplatz 18), die Armenschule Zum armen Lazarus. Zur Erinnerung daran führte eine 1856 errichtete benachbarte Gemeindeschule seinen Namen. Die heutige Heinrich-Zille-Grundschule in Berlin-Kreuzberg beruft sich auch auf eine Gründung durch die Rückersche Stiftung.
Nach Stanislaus Rücker wurde 1862 die Rückerstraße in Berlin-Mitte benannt. Das Museum der Bundesfinanzakademie erinnert auch an ihn.
An der Kirchenmauer der Nikolaikirche befand (oder befindet sich noch?) eine Sandsteintafel mit folgender Inschrift: Hier hat „weyland Sr. königl. Maj. von Preußen Accise Director und Deputierter des Armendirectorii wie auch Rathmann in Berlin“ Stanislaus Rücker seine letzte Ruhestätte gefunden. Das erinnert an das Engagement Rückers für das Armenschulwesen in Alt-Berlin.